# Музей кинематографа (Турин)
Национальный музей кинематографа в Турине (итал. Museo nazionale del cinema) — художественно-исторический музей в итальянском городе Турин (область Пьемонт), впервые открытый в сентябре 1958 года и повторно открывшийся в июле 2000; сегодня расположен в помещениях здания «Mole Antonelliana», перестроенных туринским архитектором Джанфранко Грителла (Gianfranco Gritella); ведёт свою историю от ассоциации «Associazione Museo del cinema», созданной в июле 1953 года; проводит временные выставки, посвященные истории кинематографа.

## История и описание
Первый проект по созданию музея итальянского кино был создан в июне 1941 года, когда историк кино Мария Адриана Проло (1901—1991) начала работать над реализацией данной идеи. При поддержке ряда пионеров местного кинематографа были приобретены первые «памятные вещи» и документы из истории итальянского кино. Первые экспонаты хранились в одной комнате в «Mole Antonelliana», предоставленной муниципалитетом Турина.
После Второй мировой войны, в 1946 году, в пьемонтской столице была организована первая ретроспективная выставка, прошедшая в подземной галерее на улице Виа Рома (Via Roma); затем, в 1950—1951 годах, были проведены несколько временных выставок. В 1952 году зарождающийся музей участвовал в одной из первых экспериментальных телевизионных передач в регионе, помогая формирования новому жанру материалами и советами. Первоначальная идея создания музея в Моле Антонеллиана в 1953 году была отвергнута в связи с серьезным повреждением здания. 7 июля 1953 года была официально учреждена Ассоциация кинематографического музея, в состав которой вошли сценарист Арриго Фруста, писатель и кинокритик Марио Громо, архитектор Леонардо Моссо, Карло Джачери и журналист Бруно Вентаволи.
Первым постоянным местом для музея стало крыло дворца «Palazzo Chiablese»: музей занял его первый этаж, а фильмотека и библиотека были размещены на верхнем этаже. Музей был открыт для публики 27 сентября 1958 года, став членом Национальной ассоциации итальянских музеев в 1959 году. В 1995 году было решено перенести музей в Моле-Антонеллиана.